# 西嶼內垵塔公塔婆
西嶼內垵塔公塔婆，是位於澎湖西嶼鄉內垵村的一處石塔，2000年1月28日登錄為澎湖縣縣定古蹟。

## 歷史
自古，內垵村北港向西約1海浬有處稱做「海瀨礁」的暗礁
，因和暗礁北方的陸地「鱟仔尾」兩者宛如箭般直射內垵村，經常導致內垵村民眾遭難與不平安，因此於道光23年(1843年)由內垵村望族呂論倡導，率領聚落強壯青年，召集工人興建一陰一陽兩塔後，築牆約95公尺的距離將兩塔連接，意味雙人聯手共同抵抗外來的侵犯，也能防止海水倒灌，兼具著鎮風擋煞，補足內垵村地理風水缺陷的作用，另因當初選擇陰陽揉合和消長原理來制煞，加上造型分雌雄，因而被眾人稱為塔公、塔婆，另外早期也具有指示航道的功能。

民國75年（1986年），因澎湖地區遭受韋恩颱風的侵襲，導致塔公受損並向南方傾斜。而在民國90年 (2001年)因奇比颱風侵襲，塔公完全損毀，後則由縣府派員修復，上三層部份結構改以水泥替代。

## 設計

### 塔公

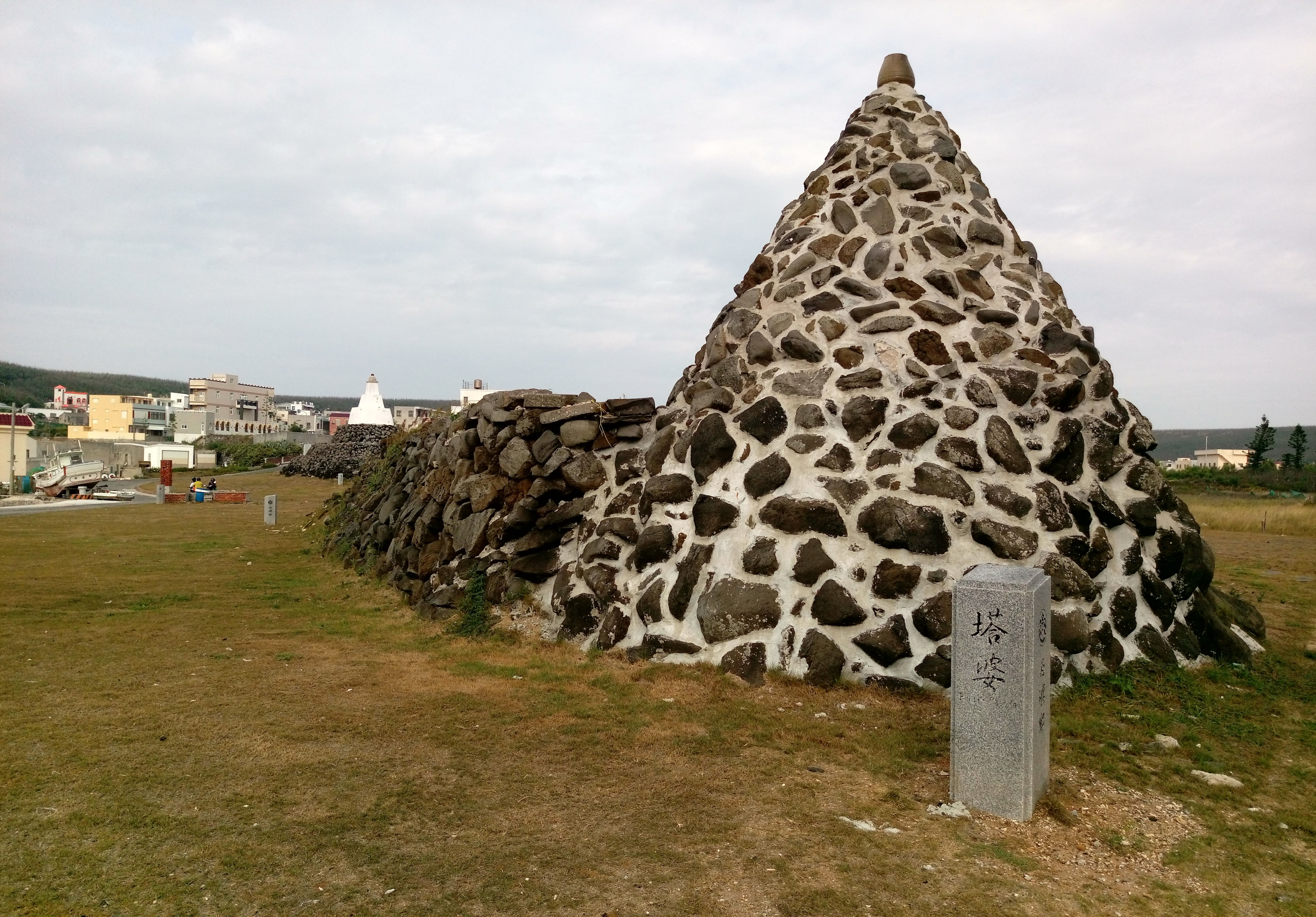
塔婆，與遠方的塔公以堆疊的咾咕石牆綿延相連。

塔公高度8.82公尺，寬長15公尺，為一作正方形六層塔面向西方，一至三層全以玄武岩砌成，四五六層及頂上的葫蘆造型則是以咕咾石作為材料，並使用石灰粉刷，塔頂置紅色陶缸。是澎湖43座石塔中最高大的石塔。

### 塔婆
塔婆，面向四面八方，是全以玄武岩砌成的圓錐形塔，其中塔頂倒置俗稱「豆菜甕仔」的淺綠色陶甕，作為塔頂裝飾物。

## 外部連結
- 西嶼內垵塔公塔婆 - 澎湖知識服務平台
- 西嶼內垵塔公塔婆 - 澎湖國家風景區管理處